# Arseen(III)bromide
Arseen(III)bromide is een anorganische verbinding met de formule {\displaystyle {\ce {AsBr3}}}, het bromide van arseen met oxidatiegetal +3. Dit is de enige bekende binaire verbinding (de verbinding bevat alleen arseen en broom) van deze twee elementen. De verbinding heeft een opvallend hoge brekingsindex van ongeveer 2,3. Ook de 
diamagnetische susceptibiliteit (−106,0 · 10−6 cm3/mol) heeft een ongebruikelijke waarde.

## Synthese
Arseen(III)bromide kan verkregen worden door directe bromering van arseenpoeder. Een alternatief is de reactie van arseen(III)oxide met broom in aanwezigheid van zwavel: 
{\displaystyle {\ce {2 As2O3 \ + \ 3 S \ + \ 6 Br2 \ -> \ 4 AsBr3 \ + \ 3 SO2 ^}}}

## Toepassingen
{\displaystyle {\ce {AsBr3}}} is een goed water-oplosbare verbinding die wordt toegepast als bron van arseen in reacties. Hoewel goed oplosbaar in water, reageert arseen(III)bromide ook met water onder vorming van waterstofbromide en arsenigzuur. De reactieproducten vormen dampen die als een witte, bijtende (en toxische) nevel boven de vloeistof zichtbaar zijn.
{\displaystyle {\ce {AsBr3\ +\ 3H2O\ ->\ H3AsO3\ +\ 3HBr}}}
Daarnaast is het ook oplosbaar in koolwaterstoffen, tetra; zeer oplosbaar in ether, benzeen, gechloreerde koolwaterstoffen, koolstofdisulfide, oliën en vetten.

## Bromides van arseen
{\displaystyle {\ce {AsBr5}}} is niet bekend, hoewel de overeenkomstige fosforverbinding wel beschreven is.
{\displaystyle {\ce {AsBr3}}} is de stamverbinding voor een aantal hypervalente broomarsenaten(III), waaronder {\displaystyle {\ce {As2Br8^{2-}}}} en {\displaystyle {\ce {As3Br12^{3-}}}}.
De organoarseenbromides {\displaystyle {\ce {(CH3)AsBr2}}} en {\displaystyle {\ce {(CH3)2AsBr}}} kunnen efficient gemaakt worden in een koper gekatalyseerde reactie van broommethaan met heet metallisch arseen. De syntheseroute is daarmee vergelijkbaar met die van de methylsilylchlorides.

## Veiligheid
Arseen(III)bromide is zeer toxisch en kan dodelijk zijn via inademen, inslikken of absorptie door de huid. In het vuur ontstaan corrosieve en toxische gassen. Op basis van voldoende gegevens bij mensen kan de verbinding als carcinogeen en teratogeen geclassificeerd worden.
- In meerdere bevolkingsgroepen, uiteraard onbedoeld blootgesteld aan het inademen van {\displaystyle {\ce {AsBr3}}}, werd een verhoogde sterfte ten gevolge van longkanker aangetoond .
- In groepen waarbij drinkwater verhoogde concentraties bevatte bleek het overlijden aan kanker van lever, nieren, blaas en longen verhoogd te zijn.[7]

Inademen van arseen(III)bromide kan aanleiding geven tot irritatie in de neus en de keel en zweren of zelfs gaten in de neusholte. Blootstelling aan hoge concentraties leiden tot slechte eetlust, misselijkheid, spugen, diarree, spierkrampen, stuipen en de dood. De stof kan aanleiding geven tot een verlaagd aantal rode bloedcellen, lever- en nierschade.
Hoge of herhaalde blootstelling leidt tot beschadiging van de zenuwen, met als gevolg algemene zwakte, tintelingen en slechte coördinatie van armen en benen.